# Melanina major
Melanina major är en tvåvingeart som beskrevs av Malloch 1927. Melanina major ingår i släktet Melanina och familjen lövflugor. Inga underarter finns listade i Catalogue of Life.